# Umm ar-Rihan
Umm ar-Rihan, en arabe : أم الريحان, est un village du gouvernorat de Jénine en Palestine, dans le nord de la Cisjordanie. Il est situé à 14 kilomètres au nord-ouest de Jénine. Selon le recensement du Bureau central palestinien des statistiques, la localité compte une population de 447 habitants en 2017.